# Photios I.

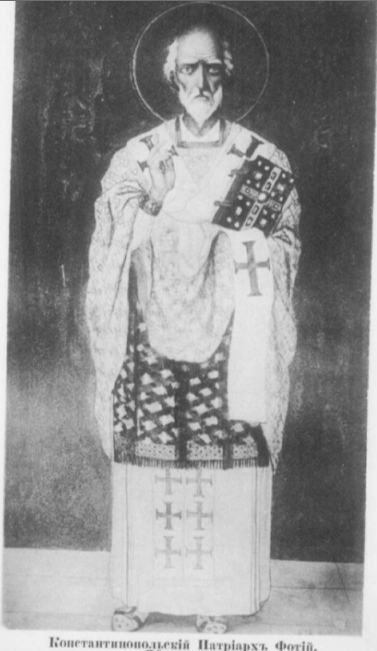
Ikone von Photios I. von einem Fresko in der Sophienkathedrale, Kiew

Photios I. (* zwischen 810 und 820 in Konstantinopel; † 6. Februar 893) war 858–867 und 878–886 Patriarch von Konstantinopel. Er war einer der gelehrtesten Männer seiner Zeit und wurde als Laie zum Patriarchen gewählt. Sowohl seine Einsetzung und Absetzung als auch sein schließlicher Rücktritt nach Wiedereinsetzung und zweiter Amtszeit waren direkt mit Herrscherwechseln auf dem byzantinischen Kaiserthron verbunden. Dass er die für die Ausübung des Amtes erforderlichen Weihegrade rasch nacheinander direkt nach der Wahl empfangen hatte, war zwar kein Einzelfall, aber kirchenrechtlich bedenklich. Er wurde deshalb mehrmals von Päpsten verurteilt. Zu seinem außenpolitischen Konflikt mit der Westkirche trug vor allem die Konkurrenz in der Mission der Bulgaren bei.
Außer als kirchenpolitischer Akteur war Photios auch als theologischer und philosophischer Autor einflussreich. Als er erfuhr, dass in der lateinischen Messliturgie die Passage über den Hervorgang des Heiligen Geistes im Nizänischen Glaubensbekenntnis um den umstrittenen Zusatz „filioque“ erweitert worden war, verfasste er eine ausführliche Entgegnung. Sie ist ein klassischer Beitrag zur Trinitätslehre der orthodoxen Kirchen. Bei seiner Lektüre antiker Werke machte Photios sich private Notizen, die in sein umfangreiches Werk Myriobiblon eingingen. Diese Zitate und Inhaltsangaben sind vor allem in den zahlreichen Fällen von großer Bedeutung, in denen die originalen Werke nicht erhalten sind und Photios’ Exzerpte zur Rekonstruktion des ursprünglichen Inhalts beitragen.
Photios wird in der orthodoxen Kirche seit dem 10. Jahrhundert als Heiliger verehrt; sein Fest ist am 6. Februar.

## Name
Photios (mittelgriechisch Φώτιος Phṓtios) trug den Beinamen Marzukas (μαρζούκας marzoúkas), der aus der lasischen Sprache stammen könnte. Dies würde auf einen kaukasischen Hintergrund seiner Familie hindeuten. Seine Gegner belegten ihn mit dem Spottnamen „Chazarengesicht“ (Χαζαροπρόσωπος Chazaroprósōpos). Dahinter steht vielleicht eine Erinnerung, dass seine Familie aus Chazarien nach Konstantinopel zugewandert war.

## Leben
Eine Biografie des Photios hat mit der Schwierigkeit zu kämpfen, dass die verfügbaren Quellen nicht objektiv sind. So stehen für den Aufstieg des Photios ins Patriarchenamt fast nur Quellen seiner Gegner zur Verfügung.

### Herkunft und Familie
Photios’ Geburtsdatum ist nicht genau bekannt, die Schätzungen gehen von 800 bis 827. Das Jahr 810, ein Vorschlag von Hélène Ahrweiler, findet heute weitgehende Zustimmung; Warren Treadgold nennt 813 als ungefähres Geburtsjahr. Er stammte aus einer aristokratischen und wohlhabenden Familie Konstantinopels. Sein Vater Sergios, ein naher Verwandter des Patriarchen Tarasios, hatte am Hof den Rang eines Spatharios, vielleicht auch Logothetes. Unter Kaiser Theophilos fiel er in Ungnade und wurde (833) mit Konfiskation seines Vermögens und Verbannung (mit Ehefrau und Kindern) bestraft. Verschiedene Quellen deuten dieses Schicksal als Leiden für seine bilderfreundliche Haltung. Es trug ihm den Beinamen Homologetes, „der Bekenner“, ein. Sergios war mit Eirene verheiratet, von der Pseudo-Symeon behauptete, sie sei eine ehemalige Nonne. Nach Theophanes Continuatus war Arsaber, ein Bruder der Eirene, mit einer Schwester der Kaiserin Theodora verheiratet.
Sergios und Eirene starben bald nach ihrer Verbannung. Photios war das älteste von mehreren Kindern und zum Zeitpunkt dieser Verbannung ein Jugendlicher oder sehr junger Mann, zu jung, um persönlich von einem 837 gegen den Vater ausgesprochenen Anathema betroffen zu sein – wenn ein Konzil der Ikonoklasten 837 überhaupt historisch ist. Seine Brüder, die das Erwachsenenalter erreichten, waren (wie Photios zunächst selbst auch) Laien und stiegen später in Hofämter auf:
- Tarasios (häufiger Briefpartner des Photios, der zu ihm ein besonders gutes Verhältnis hatte), wohl nach 842 in den Staatsdienst getreten und dort bis in eines der höchsten Hofämter (Patrikios) aufgestiegen;[10]
- Konstantinos, er erhielt von Photios drei theologische Briefe, in einem davon wird er mit seinem Titel als Protospatharios bezeichnet;[11]
- Theodoros, Empfänger eines theologischen Briefs von Photios;[12]
- Sergios, Empfänger von drei Briefen, darin mit dem Titel Protospatharios bezeichnet. Nach Johannes Skylitzes heiratete Sergios die Eirene, eine Schwester der Kaiserin Theodora II.; hierbei kann es sich jedoch um eine Verwechslung des Chronisten handeln.[13]

### Jugend und Beamtenlaufbahn
Wie Photios seine von Freund und Feind gerühmte Bildung erwarb, ist nicht genauer bekannt. Patricia Varona-Codeso und Óscar Prieto Domínguez sehen Photios als Teil eines Netzwerks armenischstämmiger Familien in der Elite Konstantinopels; dies habe ihm auch in der Phase des Ikonoklasmus ermöglicht, in der Metropole zu bleiben und seinen Studien nachzugehen. Aus seinen Werken geht hervor, dass er ein ausgezeichneter Philologe, Exeget und Kenner der Patristik war. Auffällig ist sein enzyklopädisches, auch naturwissenschaftliches Interesse. Wohl erst nach dem Tod des Kaisers Theophilos (842) trat er in den Staatsdienst ein. Im Rahmen einer Beamtenlaufbahn stieg er während der Regentschaft der Theodora und möglicherweise protegiert von Bardas, bis zum Rang des Protasekretis (Vorsteher der kaiserlichen Kanzlei) auf. In seinem Haus versammelte er einen intellektuellen Zirkel nach Art einer antiken Philosophenschule. In seinem Brief an Papst Nikolaus I. beschrieb er rückblickend, wie er in der Freizeit und privat diesen Schülerkreis unterrichtete. Da er als Protasekretis einen Stab von etwa 30 Sekretären zu seiner Verfügung hatte, ließen seine Amtspflichten ihm Muße für diesen Schulbetrieb, zumal er in der kaiserlichen Kanzlei nach Belieben kommen und gehen konnte. Der spätere Slawenmissionar Kyrillos gehörte zu dem von Photios unterrichteten Schülerkreis.
Kennzeichnend für Photios’ originellen und spielerischen Denkstil ist folgende Mitte der 850er Jahre datierte Begebenheit, die von Anastasius Bibliothecarius mitgeteilt wird. Photios dachte sich als Übung für seine Schüler die Häresie aus, jeder Mensch besitze zwei Seelen: eine unsterbliche sündlose und eine sterbliche, vegetative und leidenschaftliche Seele. Die Schüler konnten hier gleich mehrere bekannte Irrlehren identifizieren. Aber vor allem wollte Photios beobachten, wie Ignatios I., der fromme, aber philosophisch ungeübte Patriarch, mit einer intellektuellen Herausforderung umgehen würde.
Photios erwähnte im Vorwort seines Hauptwerks Myriobiblon, dass er als Mitglied einer byzantinischen Gesandtschaft zum Hof des Kalifen nach Samarra reiste. Das Datum dieser Reise ist Gegenstand der Diskussion, wobei vielfach ein Zeitpunkt zwischen 845 und 855 vermutet wird. Jedoch kann es sich auch um eine literarische Fiktion handeln.

### Ernennung zum Patriarchen
Im Jahr 856 trat Kaiser Michael III. seine Herrschaft an, unterstützt von seinem Onkel Bardas. Dieser geriet in einen Konflikt mit dem Patriarchen Ignatios I.; 858 verweigerte Ignatios dem Bardas den Zutritt in die Hagia Sophia – ein Eklat. Daraufhin betrieb Bardas, der für den jungen Kaiser praktisch die Regierungsgeschäfte führte, die Absetzung des Ignatios. Er ließ ihn unter dem Vorwurf des Hochverrats nach Mytilene deportieren (23. Oktober 858). Hans-Georg Beck hält es (gestützt auf Metrophanes von Smyrna) für sehr wahrscheinlich, dass Ignatios bereit war, zu resignieren, wenn ein Nachfolger bestimmt würde, der ihn als rechtmäßigen Amtsinhaber anerkannte und in seinem Sinne als eine Art „Patriarchatsverweser“ agieren würde.
Michael und Bardas hatten nun Gelegenheit, eine Person ihres Vertrauens zum Patriarchen einzusetzen; ihre Wahl fiel auf Photios. Am 20. Dezember 858 empfing Photios die Tonsur und wurde an den vier darauffolgenden Tagen nacheinander zum Anagnostes, Hypodiakonos, Diakonos und Presbyteros geweiht. Am Weihnachtstag folgte die Weihe zum Patriarchen von Konstantinopel. Einer der drei dabei amtierenden Weihbischöfe, wenn auch nicht der Hauptkonsekrator, war Gregorios Asbestas, der Archiepiskopos von Syrakus, ein bekannter Gegner des abgesetzten Patriarchen Ignatios I.

### Erstes Patriarchat
Photios hatte zunächst Schwierigkeiten, als Patriarch akzeptiert zu werden. Er berief daraufhin 859 eine Synode in die Apostelkirche ein, die seinen Vorgänger Ignatios absetzte und ihn für den Fall, dass er sich nicht unterwarf, mit dem Anathema bedrohte. Auf politischer Ebene ging Bardas gegen Kritiker des von ihm protegierten Photios vor. Metrophanes von Smyrna wurde als besonders profilierter Sprecher dieser Gruppe nach Cherson verbannt. Photios setzte sich im August 859 bei Bardas für eine Begnadigung bestrafter Kleriker ein.

#### Anerkennung durch Rom
Als Photios im Frühjahr 860 seine Inthronistika an die östlichen Patriarchen und nach Rom sandte, konnten Michael III. und Bardas noch damit rechnen, dass Papst Nikolaus I. das kirchenrechtlich fragwürdige (aber nicht singuläre) Vorgehen bei der Einführung des Photios ins Patriarchenamt billigen würde. Kaiser Michael III. lud den Papst ein, für ein geplantes Konzil, bei dem die Bilderverehrung bekräftigt werden sollte, Legaten nach Konstantinopel zu entsenden. Aus offizieller byzantinischer Sicht war die Ersetzung des Ignatios durch Photios im Patriarchenamt ein interner Vorgang ihrer Kirche, der seit Mitte 859 geklärt sei. Für Papst Nikolaus I. stellte sich das anders dar, er behandelte die Frage als weiterhin offen (was auch an den in Rom intrigierenden Anhängern des Ignatios lag) und nahm an, dass Byzanz für eine kirchenrechtswidrige Patriarchenweihe nachträglich um seine Zustimmung ersuchte.
Nikolaus I. ging in seinem Antwortbrief vom 25. September 860 nur kurz auf das Thema der Bilderverehrung ein, hauptsächlich forderte er eine Überprüfung des Amtswechsels von Ignatios auf Photios und verband dies mit der Rückgabe von Jurisdiktionsgebieten an die römische Kirche, die sie im 9. Jahrhundert an Konstantinopel verloren hatte: vor allem das Vikariat von Thessaloniki und die Patrimonien in Sizilien und Kalabrien. Er ging davon aus, dass „nichts Gravierendes ohne Zustimmung des römischen Stuhles entschieden werden dürfe“ (Peter Gemeinhardt). Photios habe die Weihegrade unzulässig rasch nacheinander empfangen, und Rom sei die höhere Instanz, an die in diesem Fall appelliert werden könnte (womit er sich auf die im Osten nicht anerkannten Kanones der Synode von Serdica 342/43 berief).
Mit diesen Antwortbriefen entsandte er die Legaten Rhadoaldus von Porto und Zacharias von Anagni. Sie trafen bereits um die Jahreswende in Konstantinopel ein, aber es dauerte, bis die Modalitäten der geplanten Synode geklärt waren. Photios und dem byzantinischen Hof war vor allem wichtig, dass die Frage vor Ort und im Rahmen der Synode endgültig entschieden würde. Im April 861 fand die Synode dann in der Apostelkirche statt, wobei die Legaten zahlreiche Verfahrensfragen in ihrem Sinn regelten und überhaupt als Leiter dieser Versammlung agierten. Die Absetzung des Ignatios wurde nochmals verhandelt, und die Synodalen bestätigten diese. Aus Sicht der römischen Legaten kamen zwei Dinge zusammen: Ignatios verhielt sich ungeschickt, und er war seinerzeit ohne Synodenbeschluss von Kaiserin Theodora ernannt worden, also selbst kirchenrechtlich nicht korrekt in sein Amt gekommen.
Die Konzilsakten wurden im Spätsommer 861 mit einem Begleitschreiben des Photios an den Papst übersandt. Photios bekräftigte, dass die Kirche von Konstantinopel die Kanones nie rezipiert habe, die nach römischer Ansicht verletzt worden waren. Er legitimierte seine „sine intervallo“ empfangenen Weihegrade durch Verweis auf seine Amtsvorgänger Tarasios und Nikephoros, bei denen das ebenso gewesen war. Im Ton entgegenkommend, machte Photios der Sache nach deutlich, dass die Rücknahme byzantinischer Entscheidungen nicht vom Papst eingefordert werden könne.
Papst Nikolaus verlangte in seinem Antwortschreiben vom März 862, dass Ignatios wieder auf den Patriarchenthron zurückkehren solle. Das Vorgehen seiner Legaten sei unautorisiert, ihre Zustimmung nichtig. Dieses päpstliche Schreiben beantwortete weder der Patriarch noch der Kaiser. Im Jahr 863 erklärte Nikolaus auf einer Synode in der Lateranbasilika Photios für abgesetzt und exkommunizierte ihn. Rhadoaldus von Porto und Zacharias von Anagni wurden abgesetzt und gleichfalls exkommuniziert. Kaiser Michael entsandte daraufhin im Sommer 865 einen Protospatharios mit einem schroffen Brief nach Rom, der nach kurzem Aufenthalt dort ein gleichfalls schroffes Antwortschreiben des Papstes (September 865) wieder mit nach Konstantinopel brachte.

#### Konkurrenz in der Bulgarenmission

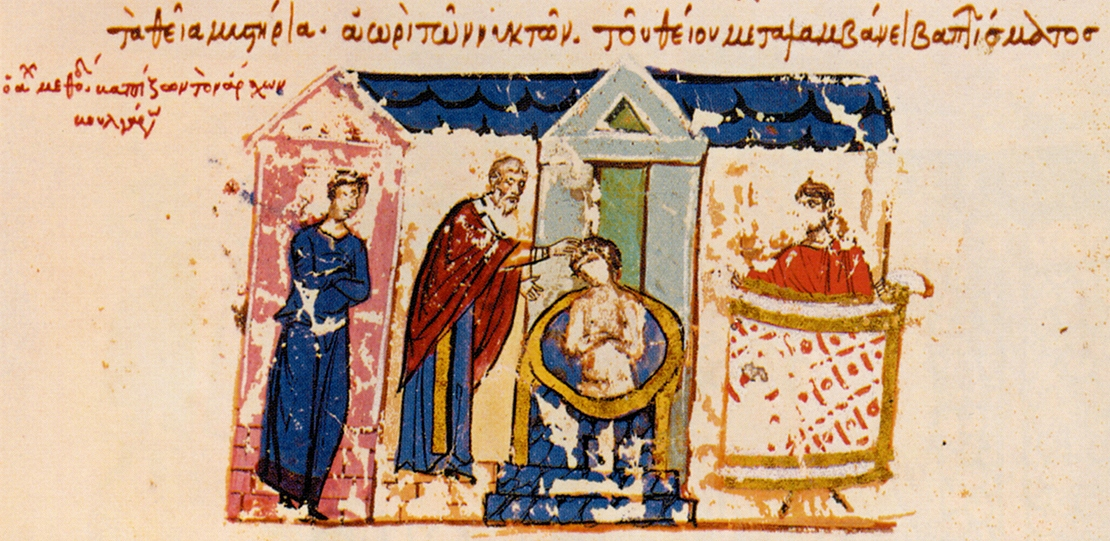
Taufe Boris’ I. (Madrider Bilderhandschrift des Skylitzes)

Kurz darauf kam es noch auf einem anderen Gebiet zum offenen Konflikt zwischen Papst und Patriarch. In den 860er und 870er Jahren trat die bulgarische Bevölkerung zum Christentum über. Der Bulgarenkhan Boris I. wurde um 864/66 von Photios auf den Namen Michael getauft; der byzantinische Kaiser war sein Taufpate. Er stand danach in einem Briefwechsel mit Photios, der ihn einerseits über die Beschlüsse der ökumenischen Konzilien, andererseits über seine Pflichten als christlicher Fürst unterrichtete (Fürstenspiegel). Boris strebte aber eine autokephale bulgarische Kirche an und suchte dazu Unterstützung in Rom.
Die Aktivitäten römischer Missionare im benachbarten Bulgarien waren für Byzanz eine Provokation, schon aus politischen Gründen. Das Verhalten dieser Kleriker wirkte zusätzlich konfliktverschärfend: sie erkannten eine Salbung mit dem von Photios geweihten Myron nicht an und vollzogen deshalb an den bereits nach byzantinischem Ritus getauften und gefirmten Bulgaren erneut die Firmung. Die Instruktionen, die Nikolaus den Missionaren mitgegeben hatte (Responsa ad consulta Bulgarorum), zeigten wenig Respekt für byzantinische Riten und Gebräuche – eine Reaktion Konstantinopels auf diesen Text war zu erwarten.

#### Theologische Kritik am Filioque
Ein Rückblick: Das Filioque war eine Erweiterung im Glaubensbekenntnis von Nizäa-Konstantinopel, die im Karolingerreich mit päpstlicher Billigung üblich geworden war. In Byzanz zog währenddessen der Konflikt zwischen Ikonoklasten und Ikonodulen (Byzantinischer Bilderstreit) die gesamte Aufmerksamkeit auf sich, so dass diese fränkische Einfügung ins Credo im Osten unbemerkt blieb. Nun, im Zusammenhang mit der römischen Bulgarenmission, in Reaktion auf die Responsa ad consulta Bulgarorum, thematisierte Photios das Filioque. Damit ging es nicht mehr nur um eine Differenz in liturgischen Bräuchen, sondern um Häresie. Zu den Merkwürdigkeiten des Konflikts gehört, dass Photios an Nikolaus mit der Inthronistika als Begleitschreiben sein Glaubensbekenntnis (ohne Filioque) übersandt hatte und dies vom Papst als rechtgläubig anerkannt worden war, außerdem, dass das Filioque in Rom selbst nicht üblich war und Photios das sehr wohl wusste.
Nachdem eine Lokalsynode im Frühjahr 867 in Konstantinopel die Praxis und die Lehre der römischen Bulgarienmission verurteilt hatte, sandte Photios eine Enzyklika an die Patriarchen des Ostens, in der er das Filioque als häretisch verurteilte und zu einem allgemeinen Konzil einlud. Es war ein anachronistischer Vorgang, da die orientalischen Patriarchate im politischen Herrschaftsgebiet des Islam lagen und schon beim letzten Konzil in Konstantinopel nur mit Vertretern präsent gewesen waren. Rom als fünftes Patriarchat war gar nicht eingeladen worden. Die Kritik an den römischen Missionaren („gottlose Wilde aus dem Westen“) spitzte Photios in diesem Anschreiben auf das von den Missionaren gelehrte Filioque zu:

„Das allerheiligste Symbol … haben sie mit falschen Gedanken und unrechtmäßig hineingeschriebenen Worten und mit einem Übermaß an Kühnheit angetastet …, indem sie die Neuerung lehren, der Heilige Geist gehe nicht aus dem Vater allein, sondern auch aus dem Sohn hervor.“

Da das Filioque in Rom nicht Teil des Credo war, ist nach Peter Gemeinhardt unwahrscheinlich, dass die von Rom entsandten Bulgarenmissionare das Credo mit diesem Zusatz lehrten, vielmehr sei dies die Praxis fränkischer Missionare gewesen, die schon sehr früh unter den Bulgaren tätig gewesen seien und die karolingische Messliturgie verwendeten.
Was auf diesem Konzil eigentlich verhandelt wurde, und ob Papst Nikolaus als Häretiker exkommuniziert wurde (obwohl das Filioque in Rom ja nicht ins Credo eingefügt wurde), ist spekulativ, da die Akten des Konzils verloren sind. Nikolaus starb unmittelbar danach – und Photios wurde aufgrund innenpolitischer Entwicklungen in Konstantinopel abgesetzt. „Die Gegner des Photius bestritten die Gültigkeit der Beschlüsse nach Kräften, aber auch der Initiator selbst und der mitbeteiligte Kaiser Basilius haben später niemals versucht, die Ergebnisse gesamtkirchlich verbindlich zu machen,“ stellt Gemeinhardt fest und folgert daraus: Die Bedeutung, die das Filioque in der Folge als Unterscheidungsmerkmal zwischen Byzanz und Rom erlangte, sei eine Folge davon, wie das Ereignis, das im Spätsommer 867 im Konstantinopel stattfand, im Westen rezipiert wurde.

### Absetzung 867 und Verurteilung auf dem Konzil von 869

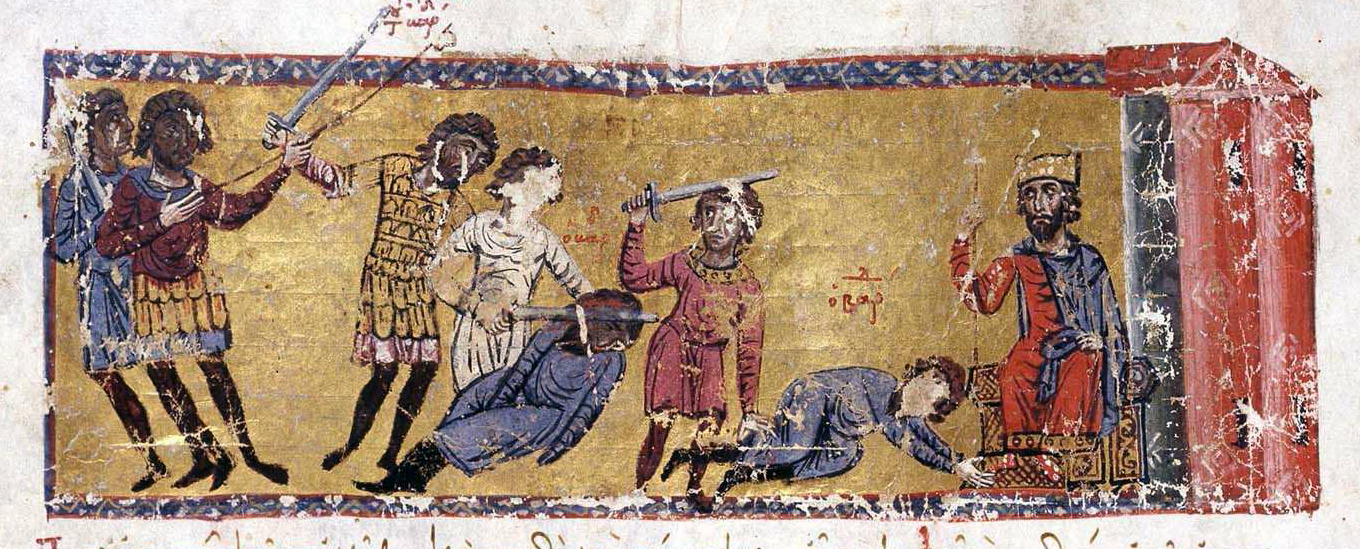
Ermordung des Bardas zu Füßen des Kaisers Michael III. (Madrider Bilderhandschrift des Skylitzes)

In Byzanz überstürzten sich die Ereignisse. Bardas und kurz darauf auch Kaiser Michael III. wurden ermordet. Der Mörder und Usurpator, Basileios I. der Makedonier, war kirchenpolitisch nicht interessiert, setzte aber zur Festigung seiner Herrschaft auf die Teile der Bevölkerung, die Michael III. abgelehnt hatten, und das war die Partei, die weiterhin an Ignatios als rechtmäßigem Patriarchen festgehalten hatte und von Rom unterstützt wurde. Basileios I. setzte Photios ab (25. September 867) und Ignatios I. wieder ein (23. November 867), um die Anhänger des Ignatios in Byzanz und den neuen Papst Hadrian II. auf seine Seite zu bringen. Da der Kaiser die Jurisdiktion des Papstes anerkannt hatte, bestätigte Hadrian II. den von seinem Vorgänger 863 gegen Photios ausgesprochenen Bann. Ein von Photios einberufenes und geleitetes Konzil konnte also nur ein Pseudokonzil (conciliabulum) gewesen sein; die Akten dieses Konzils wurde daher in Rom feierlich verbrannt.
Nach seiner Absetzung lebte Photios im Skepekloster. In dieser Zeit hielt unter anderem sein Freund und Schüler Zacharias von Chalkedon brieflich weiterhin Kontakt zu ihm. Im Jahr 869 fand die Ignatianische Synode statt, die in der katholischen Kirche später als „Viertes Konzil von Konstantinopel“ gezählt wurde. Die Zahl der bischöflichen Teilnehmer war gering. Auf der fünften Sitzung und nochmals auf der siebten Sitzung wurde Photios vorgeführt, um sich zu den gegen ihn erhobenen Vorwürfen zu äußern; er schwieg. Photios wurde am Ende der siebten Sitzung mit dem Anathema belegt. Dabei war der Vorwurf gegen Photios nicht, dass er eine häretische Trinitätslehre vertrete, sondern dass er nie gültig zum Bischof geweiht worden sei, mit der Konsequenz, dass alle seine Ordinationen von Klerikern sowie seine Kirchen- und Altarweihen nichtig seien.

### Zweites Patriarchat

#### Wiedereinsetzung 877 und Rehabilitierung auf dem Konzil von 879
Photios’ Bücher wurden nach seiner Absetzung konfisziert, was für ihn eine besondere Härte bedeutete. Er schrieb deshalb an den Kaiser, keinem Exilierten sei etwas derartiges zugemutet worden, nicht einmal dem Apostel Paulus. Die persönliche Situation des Photios verbesserte sich im weiteren Verlauf wieder, angeblich, weil er im Skepekloster ein für Basileios I. schmeichelhaftes genealogisches Werk verfasste. Jedenfalls bezog Photios wieder seinen Wohnsitz im kaiserlichen Palast und wurde zum Erzieher der kaiserlichen Kinder ernannt. Möglicherweise war Basileios I. auch daran interessiert, Patriarch und Ex-Patriarch zu versöhnen; beide begegneten sich und tauschten den Friedenskuss aus. Am 26. Oktober 877, drei Tage nach dem Tod des Ignatios, wurde Photios vom Kaiser wieder als Patriarch eingesetzt.

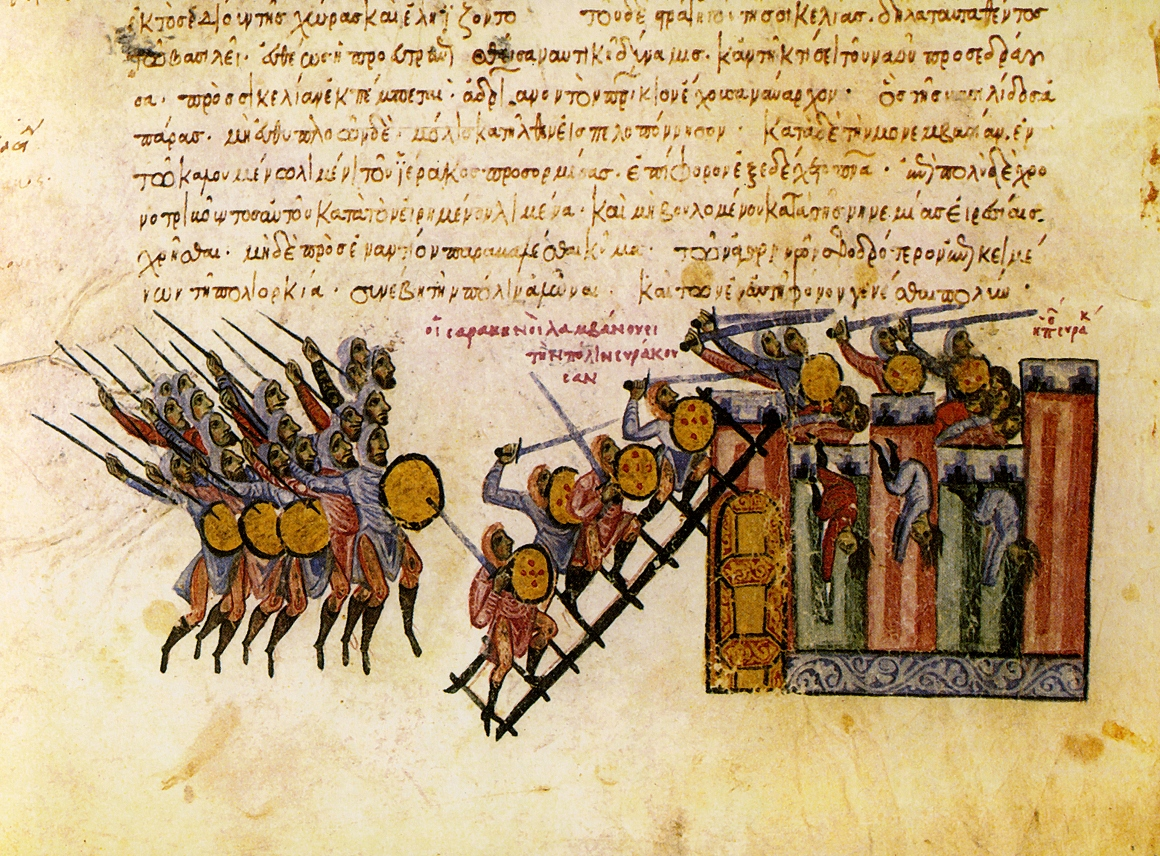
Sarazenen erobern Syrakus (878) (Madrider Bilderhandschrift des Skylitzes)

In Rom hatte unterdessen mit Johannes VIII. ein neuer Papst sein Amt angetreten, dessen Legaten in Konstantinopel von der Wiedereinsetzung des Photios verblüfft wurden und die deshalb auf Weisungen aus Rom warteten. Johannes VIII. versuchte zunächst, gegenüber Byzanz aus einer Position der Stärke zu verhandeln und ging davon aus, dass die Bulgaren der Jurisdiktion Roms unterstünden. Rom wurde jedoch politisch durch die Sarazenen bedroht. Nur die byzantinische Flotte konnte im Notfall zum Schutz Roms eingreifen: Im Oktober 869 hatte sie in einer Seeschlacht vor Neapel gesiegt und kam im August 880 Rom zur Hilfe. Der politische Preis dafür war, dass der Papst das Agieren des byzantinischen Kaisers bei der Besetzung des Patriarchenthrons akzeptierte, obwohl er dabei übergangen worden war.
Das Konzil von 879, in der Ostkirche teilweise als „Viertes Konzil von Konstantinopel“ bezeichnet, das der Papst ausdrücklich anerkannte, hob die antiphotianischen Konzilien von Konstantinopel 869 und Rom 863 auf und rehabilitierte Photios vollständig. Dabei wurden die unterschiedlichen Konzeptionen von Kirche in Ost und West deutlich, was sich bereits in der ersten Sitzung zeigte:
- Kardinalpriester Petrus, im Namen des Papstes: „Der Papst möchte, dass die ganze heilige Kirche Gottes geeint werde und eine Herde mit einem Hirten sei.“
- Metropolit Johannes von Heraklea, für den Klerus von Konstantinopel: „Durch seine heiligen Gebete ist bereits eine Herde geworden. Und wir haben einen wahren, heiligen und trefflichen Hirten, nämlich Photius, unsern Herrn, den ökumenischen Patriarchen.“

In der zweiten Sitzung wurden Briefe des Papstes verlesen, die bei der Übersetzung in der Kanzlei des Photios allerdings stark verändert worden waren. Hatte Johannes VIII. als Bedingung verlangt, dass Photios vor den versammelten Bischöfen Buße tun sollte, woraufhin ihm die päpstlichen Legaten Absolution gewähren sollten, so hieß es in der griechischen Fassung, dass nicht eine Einzelentscheidung, sondern das gesamte Konzil von 869/870 aufgehoben werden solle: „Es wird nicht anerkannt, was von ihnen gegen den heiligen Photios unternommen wurde … Alles wird beseitigt und verstoßen, alles gegen ihn wird entkräftet und nutzlos gemacht.“ Für den Westen wurde der römische Primat einschließlich Jurisdiktion anerkannt, für den Osten jede päpstliche Jurisdiktion abgelehnt. Auch wurde der Originaltext des Nicäno-Konstantinopolitanums ohne Filioque bekräftigt. Hierzu bestehen unter Byzantinisten allerdings unterschiedliche Einschätzungen: Vénance Grumel hielt die entsprechenden Akten für nicht authentisch; sie seien im 13./14. Jahrhundert zur Abwehr lateinischer Ansprüche verfasst worden. Martin Jugie hielt die Akten für authentisch, betonte aber, dass damit nicht speziell das Filioque, sondern jegliche Änderung am Text des Glaubensbekenntnisses verworfen werde. Francis Dvornik schließlich hielt die Akten für authentisch und meinte, die päpstlichen Legaten hätten kein Problem gehabt, das Filioque zu verwerfen, da diese Zufügung im Glaubensbekenntnis in Rom ja nicht üblich gewesen sei.
Johannes VIII. zeigte sich zwar erstaunt, in welch veränderter Form seine Briefe auf dem Konzil aufgenommen worden waren („durch wessen Bemühen oder Nachlässigkeit, wissen wir nicht“), war aber mit dem Erreichten zufrieden: der Militärhilfe gegen die Sarazenen und die Unterstellung der Bulgaren unter die Jurisdiktion Roms. Daher wurde das Patriarchat des Photios während seines Pontifikats nicht mehr in Frage gestellt. 882 wurde Papst Johannes VIII. durch Papst Marinus I. abgelöst; dieser exkommunizierte Photios in seinem kurzen Pontifikat wieder.

#### Brief an den Erzbischof von Aquileia
Etwa 883/84 nahm Photios mit einem Brief an den Erzbischof von Aquileia das Thema des Filioque wieder auf; Anlass waren Nachrichten, dass dieser Zusatz zum Credo im Westen weiterhin üblich sei. Photios argumentierte dagegen mit einer reductio ad absurdum – die Annahme, dass der Geist vom Vater und vom Sohn ausgehe, nehme zwei Ursachen in der Trinität an, und dies führe zu absurden Konsequenzen:
- Zwei Anfänge führten zu nur einem „Resultat“;
- Wenn der Hervorgang des Geistes aus dem Vater vom Sohn quasi unterstützt werden müsse, würde der Trinität eine Unvollkommenheit zugeschrieben;
- Der Geist wäre als Hervorbringung des Sohnes quasi der Enkel des Vaters;
- Dass der Geist aus dem Sohn hervorgehe, dieser aber (zuvor?) vom Vater gezeugt worden sei, widerspreche dem Grundsatz, dass alle göttlichen Personen gleich ewig seien;
- Wenn der Geist aus dem Vater und dem Sohn zugleich hervorgehe, sei es nicht ein Geist, sondern zwei Geister.

Sodann befasste sich Photios damit, dass einzelne lateinische Kirchenväter einen Hervorgang des Geistes aus dem Sohn gelehrt hätten, und stellte fest: der Glaube folge den Beschlüssen der heiligen Synoden. Wenn einzelne Väter „aus irgendeinem uns jetzt unbekannten Grund“ abweichend davon das Filioque vertraten, solle man sie trotzdem wegen ihres heiligen Lebens verehren, aber sei nicht verpflichtet, jede einzelne ihrer Aussagen zu übernehmen.

#### Mystagogie des Heiligen Geistes
Die Abhandlung über die Mystagogie des Heiligen Geistes (Λόγος περὶ τῆς τοῦ ἁγίου πνεύματος μυσταγωγίας) wurde zu einem unbekannten Zeitpunkt nach dem Brief nach Aquileia veröffentlicht, in der Photios seine Bestreitung des Filioque umfassend entfaltete. Diese Abhandlung ist bis heute in der Orthodoxie ein Standardwerk bezüglich des Filioque. Die biblische Grundlegung findet Photios in Joh 15,26 ; alle weiteren Bibelstellen werden so ausgelegt, dass sie diesem Zentralsatz nicht widersprechen. Die Trinität ist durch die Eindeutigkeit der Beziehungen gekennzeichnet, die zwischen den drei Personen bestehen. „Was über Gott ausgesagt werden könne, müsse entweder der einen göttlichen Wesenheit oder genau einer der drei Hypostasen zukommen.“ Da Sohn und Geist beide ihren Ursprung im Vater haben, hat dies zur Folge, dass sie streng symmetrisch gedacht werden, eine Verbindung zwischen ihnen aber nicht erfasst werden kann.
Wie schon im Brief nach Aquileia betont Photios, dass mit eventuellen Irrtümern der Kirchenväter quasi seelsorgerlich umgegangen werden solle; man dürfe sie nicht wegen einzelner Fehler bloßstellen. Die Päpste hingegen hätten nicht geirrt und seien stets dem Glauben der ökumenischen Konzilien treu geblieben. Photios kannte die theologische Diskussion in der Westkirche nicht und konnte daher die „ambivalente, zwischen Text und Theologie des Bekenntnisses unterscheidende Haltung der Päpste“ nicht einordnen.

#### Erzwungener Rücktritt und Lebensende
Im August 886 starb Kaiser Basileios I. unerwartet. Sein Sohn und Nachfolger Leon VI. erzwang „wohl aus persönlicher Abneigung“ von Photios am 29. September 886 den Rücktritt zugunsten des sechzehnjährigen Kaiserbruders Stephanos. Bereits Basileios hatte seinem Sohn Stephanos das Amt eines Synkellos verliehen, was ihn zum Nachfolger im Patriarchenamt prädestinierte; 886 hatte Stephanos aber noch nicht das nach kanonischem Recht erforderliche Alter von 24 Jahren. Kaiser Leon setzte sich darüber hinweg, und Stephanos wurde wohl am Weihnachtstag zum Patriarchen geweiht. Es soll im Episkopat Vorbehalte gegeben haben, wobei nicht klar ist, ob sie sich auf das Alter des Stephanos bezogen oder auf die Absetzung seines Vorgängers.
Den Rest seines Lebens verbrachte Photios in einem Kloster. Die Quellen geben dessen Namen unterschiedlich an: Kloster der Armenianoi, Harmonianoi oder Armeniakoi, das auch bekannt sei als Kloster von Bordon (oder Gordon).

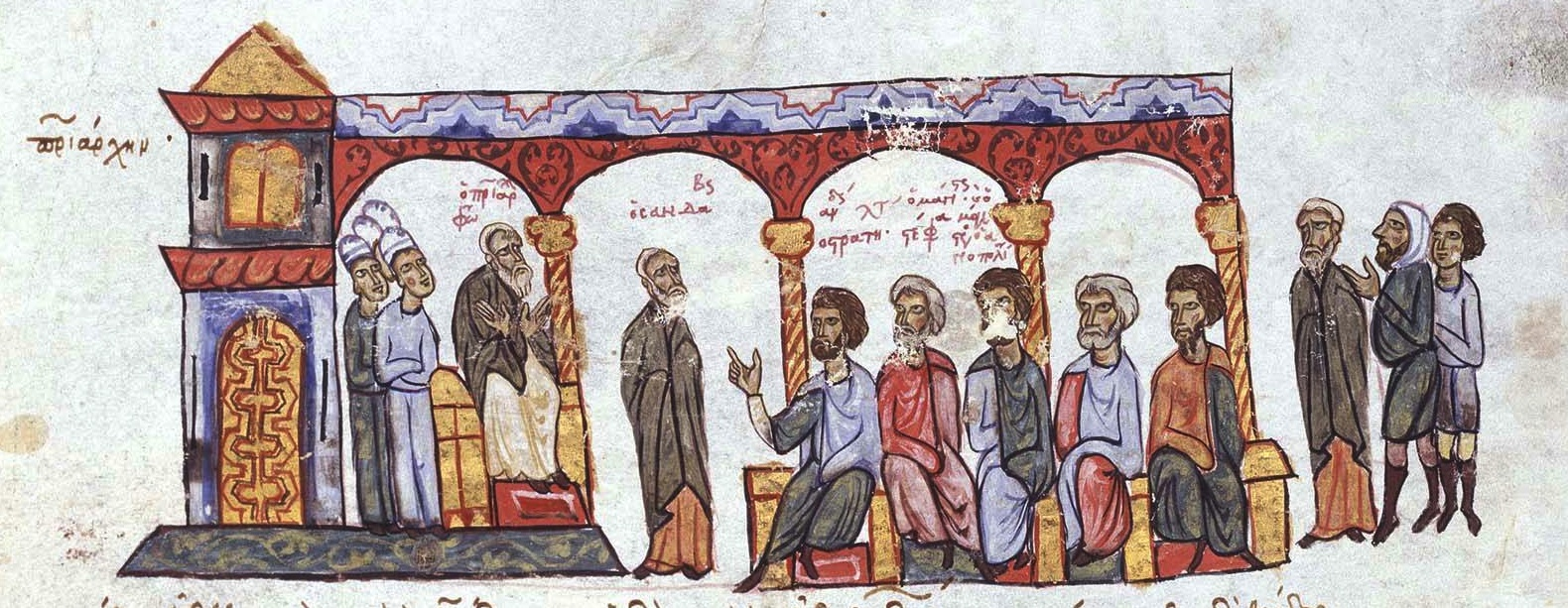
Verhör des Photios (Madrider Bilderhandschrift des Skylitzes)

Im Jahr 887 lebte Photios noch, da er wegen angeblicher Umsturzpläne vor Gericht gestellt, aber zur Verärgerung des Kaisers nicht verurteilt wurde. Er kehrte in sein Kloster zurück und widmete sich wieder seinen Büchern. Anscheinend kam es zu einer Versöhnung mit Leon. Sein Todesjahr wurde traditionell mit 891 angegeben, heute eher mit 893 oder jedenfalls in diesem Jahrzehnt. In mehreren Briefen, die aber nicht sicher datierbar sind, erwähnte er seinen sehr schlechten Gesundheitszustand. Er litt an Gicht. Das Synaxarion bezeugt, dass sein Todestag der 6. Februar war.

## Werke
Von Photios sind theologische und profane Werke erhalten, darüber hinaus eine große Zahl an Briefen aus allen Phasen seines Lebens nach der Ernennung zum Patriarchen.
- Das wichtigste Werk des Photios stellt wohl das um 855 entstandene Myriobiblon oder Bibliothek dar (Μυριόβιβλον ἤ βιβλιοθήκη). Es handelt sich dabei um eine „frei gestaltete Kompilation privaten Charakters von Notizen, Exzerpten und Inhaltsangaben.“[63] Im Vorwort erklärte Photios, dass er das Material leicht in eine systematische Anordnung hätte bringen können, aber er vermute, dass die bunte Vielfalt und der Wechsel der Themen dem Leser mehr zusagte.[64] Das Werk zeigt Spuren recht flüchtiger Erstellung und wurde nach Photios’ eigenen Angaben in kurzer Zeit mit Hilfe eines Sekretärs verfasst; dieser arbeitete die Notizen ein, die Photios direkt während des Lesevorgangs angelegt hatte.[65] Die von Photios eingesehenen Kodizes, insgesamt 386 (122 antike Autoren, 168 christliche Autoren), wurden von ihm teils im Wortlaut zitiert und teils zusammengefasst.[66] Mehrere dieser Texte sind heute verloren und ihr Inhalt ist nur durch das Werk des Photios wenigstens in Grundzügen bekannt, wobei es im Einzelfall allerdings unklar ist, wie genau Photios den Inhalt wiedergab. Das Myriobiblon ist das einzige überhaupt erhaltene byzantinische Werk über Literaturgeschichte, ein wesentliches Zeugnis für den im 9. Jahrhundert beginnenden „byzantinischen Humanismus“.
- Daneben verfasste Photios, wohl zwischen 840 und 850, das sogenannte Lexikon (Λέξεων συναγωγή). Es erläutert mehrdeutige Begriffe, um die Arbeit mit Texten antiker und christlicher Autoren zu erleichtern. In seiner Bedeutung ist es der Suda vergleichbar.[67]
- Von Photios sind 19 Predigten erhalten; seine Bibelauslegungen sind nur fragmentarisch in Katenen überliefert.
- Die Mystagogie (Λόγος περὶ τῆς τοῦ ἁγίου πνεύματος μυσταγωγίας) über den Ausgang des Heiligen Geistes vom Vater ist eine theologische Abhandlung über das Filioque.
- Die Amphilochia (Ἀμφιλόχια) sind eine Sammlung von über 300 Traktaten in Frage-Antwort-Form zu theologischen, philosophischen, vereinzelt auch profanen Themen sehr verschiedener Art. Der Titel erklärt sich dadurch, dass Amphilochos von Kyzikos als fiktiver Fragesteller auftritt. Das Werk entstand während Photios’ erster Verbannung und ist die wichtigste Quelle für sein philosophisches Denken. Die unerkennbare und unaussprechliche Gottheit kann nur in ihrer Offenbarung, als Trinität, erkannt werden. Daraus folgt für Photios ein Vorrang des christlichen Denkens vor der (für ihn an sich sehr interessanten) antiken Philosophie, die er folglich aus einiger Distanz betrachtet. Er kritisiert Platon und steht Aristoteles näher, ohne zum Aristoteliker zu werden.[68] Die aristotelische Denktradition wurde in Byzanz gepflegt, wie der Gebrauch entsprechender Begrifflichkeit während des Bilderstreits zeigt. Aber man rezipierte Aristoteles nicht direkt, sondern vermittelt durch christliche Autoren. „Photios begründet die Forschung der antiken Philosophie durch Lektüre der Quellen selbst erneut.“[69]

Photios wirkte bei der Erstellung der Eisagoge tou nomou mit, einer großen Kodifikation des byzantinischen Rechts, und verfasste hierfür unter anderem das Vorwort. Darin entwarf Photios eine Verhältnisbestimmung der kaiserlichen und der patriarchalen Macht.
Der Nomokanon, das klassische Werk des orthodoxen kanonischen Rechts, wird ebenfalls Photios zugeschrieben, ist aber vermutlich älter und wurde von ihm nur revidiert.

## Beurteilung durch die Nachwelt
In der orthodoxen Kirche wird Photios seit dem Ende des 10. Jahrhunderts als Heiliger verehrt. Sein Fest ist am 6. Februar. Eine byzantinische Heiligenvita existiert für ihn allerdings nicht.
Auf katholischer Seite hat seine Rolle als profilierter Gegner des päpstlichen Primates lange Zeit zu negativen Bewertungen geführt, vor allem seit der Gegenreformation. Lange Zeit wurde er in katholischen Darstellungen als Schismatiker bezeichnet und als Fälscher verschiedener Quellen, die sein Handeln als gerechtfertigt erscheinen ließen. Francis Dvornik korrigierte diese Sicht. Franz Tinnefeld fasst zusammen, dass unter einer hochgebildeten Persönlichkeit im Patriarchenamt die unterschiedlichen Konturen der Kirche in Ost und West deutlicher erkennbar geworden seien. In der Amtszeit des Photios kam es nicht zu einem dauernden Schisma. Aber spätere Kontroverstheologen fanden im Werk des Photios brauchbare Argumente.

## Textausgaben und Übersetzungen
Erstmals herausgegeben wurde die Bibliothek von dem Augsburger Philologen David Höschel (1556–1617).
- Christos Theodoridis (Hrsg.): Photii Patriarchae Lexicon. De Gruyter, Berlin 1982 ff., ISBN 3-11-008530-5
  - Band 1: A–D. 1982
  - Band 2: E–M. 1998
  - Band 3: N–Ph. 2013
- Basil Laourdas, Leendert Gerrit Westerink (Hrsg.): Photii patriarchae Constantinopolitani epistulae et amphilochia. 6 Bände (Band 6 in zwei Teilbänden). Teubner, Leipzig 1983–1988 (kritische Edition)
- René Henry (Hrsg.): Photius: Bibliothèque (Collection byzantine). 9 Bände. Les Belles Lettres, Paris 1959–1991 (kritische Edition mit französischer Übersetzung)
- Nigel Guy Wilson (Hrsg.): Photius: The Bibliotheca. A Selection. Duckworth, London 1994, ISBN 0-7156-2612-4 (englische Übersetzung einer Auswahl von Einträgen)